# ACTT
L'ACTT (sigla di Azienda Consorzio Trevigiano Trasporti) è stata l'azienda che gestiva la rete urbana dei trasporti di Treviso, della sua cintura e dei comuni circostanti. Dal 1º gennaio 2014 l'azienda è integrata nella società unica provinciale Mobilità di Marca (MOM).

## Storia

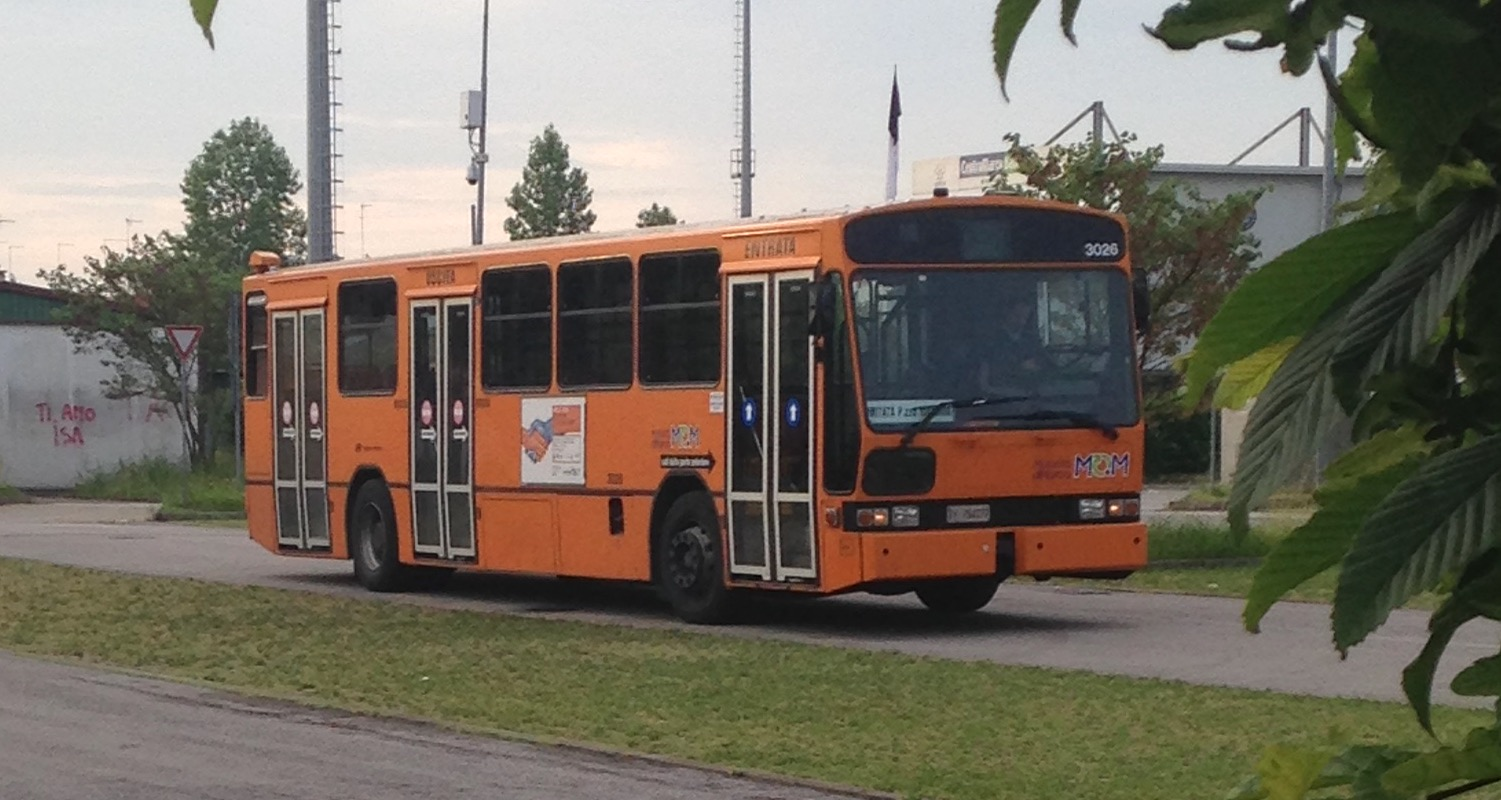
Inbus U210FT Siccar 177/4LU De Simon ora passato a MOM

ACTT fu fondata nel gennaio del 1975, in seguito alla pubblicizzazione della FAP di San Donà di Piave; inizialmente si limitava alla sola città di Treviso, per poi estendersi ai comuni della cintura.
Dal 30 ottobre 1998 la società iniziò a gestire anche i parcheggi del centro storico (Trevisosta).
Dal 2000 è stata classificata come società per azioni. Gli azionisti erano venti comuni della provincia; il comune di Treviso deteneva la quota maggioritaria (il 71,235%), seguito da Preganziol (5,244%) e Paese (5,121%).
Al 2013, anno di passaggio dell'attività al servizio urbano di Treviso MOM, il servizio comprendeva 13 linee. ACTT possedeva inoltre mezzi da noleggio e Gran Turismo.

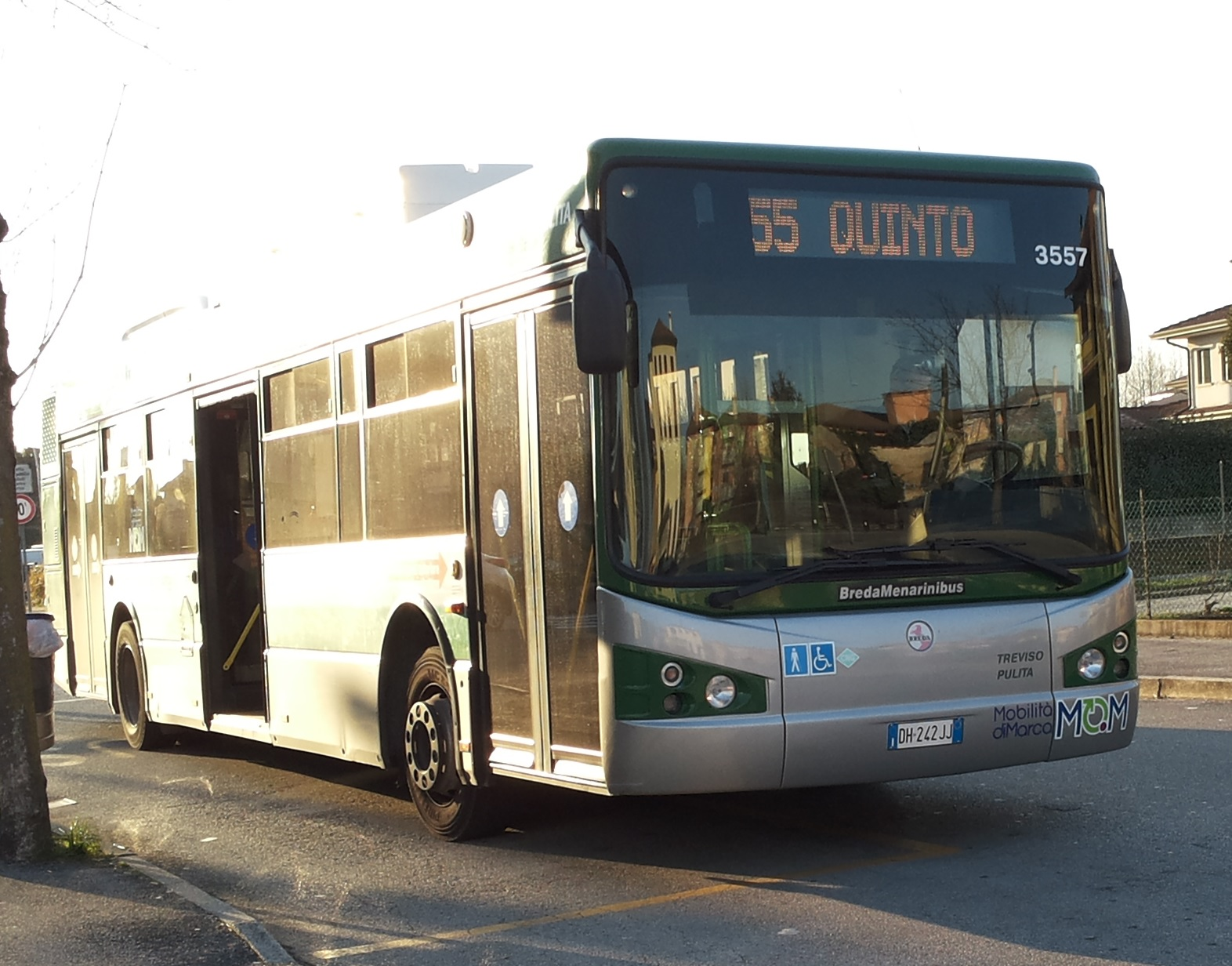
BredaMenarinibus Avancity LU CNG, tra i primi mezzi a metano acquistati dall'ACTT, poi in servizio per MOM